# 아나 마리스칼
아나 마리스칼(Ana Mariscal, 1923년 7월 31일~1995년 3월 28일)는 스페인의 배우, 영화 감독, 영화 각본가, 영화 프로듀서이다.